# Benjamín Solano González
Benjamín Solano González (Caa Catí, 1872 - Corrientes, 19 de noviembre de 1949) fue un médico y político argentino, que ocupó el cargo de Gobernador de Corrientes entre 1925 y 1929.

## Trayectoria
Si bien nació en Caá Catí, provincia de Corrientes, residía en Buenos Aires donde ejercía su profesión y fue jefe titular del servicio de Otorrinolaringología del Hospital Rawson. Retornó a Corrientes cuando fue elegido gobernador, asumiendo en diciembre de 1925. Asumió con un déficit de 300 mil pesos, y para su primer año de gestión tuvo un superávit de 700 mil. Se construyeron caminos y redes de agua potable para pueblos rurales, y se mejoraron los centros de detención, creándose una granja hogar donde los detenidos eran instruidos en oficios. Durante su gestión se dio la primera peregrinación a la Basílica de Itatí, pues se construyó el camino para llegar hasta ella.
No pudo concluir su mandato ya que el presidente Hipólito Yrigoyen dispuso la Intervención Federal de la provincia que fue decretada en abril de 1929, pero no se llevó a cabo recién hasta noviembre de ese año, a un mes de nuevas elecciones debido a que, según el historiador Enrique Deniri, la madre de Yrigoyen había sido paciente de González.